# الکساندر آرکیپنکو
الکساندر آرکیپنکو (اوکراینی: Олександр Порфирович Архипенко؛ ۳۰ مهٔ ۱۸۸۷ – ۲۵ فوریهٔ ۱۹۶۴) مجسمه‌ساز، و نقاش پیشرو آمریکایی اوکراینیتبار بود.
آرکی‌پنکو با رویکرد به مبانی کوبیسم تکه چسبانی (کلاژ) را به عرصهٔ مجسمه‌سازی آورد. او برای پیکره سازی حجم‌های محدب و مقعر را به ترکیب هنری درآورد، و فضاهای پر و خالی را چون عنصری کمال بخش بر آنها افزود.

## نگارخانه

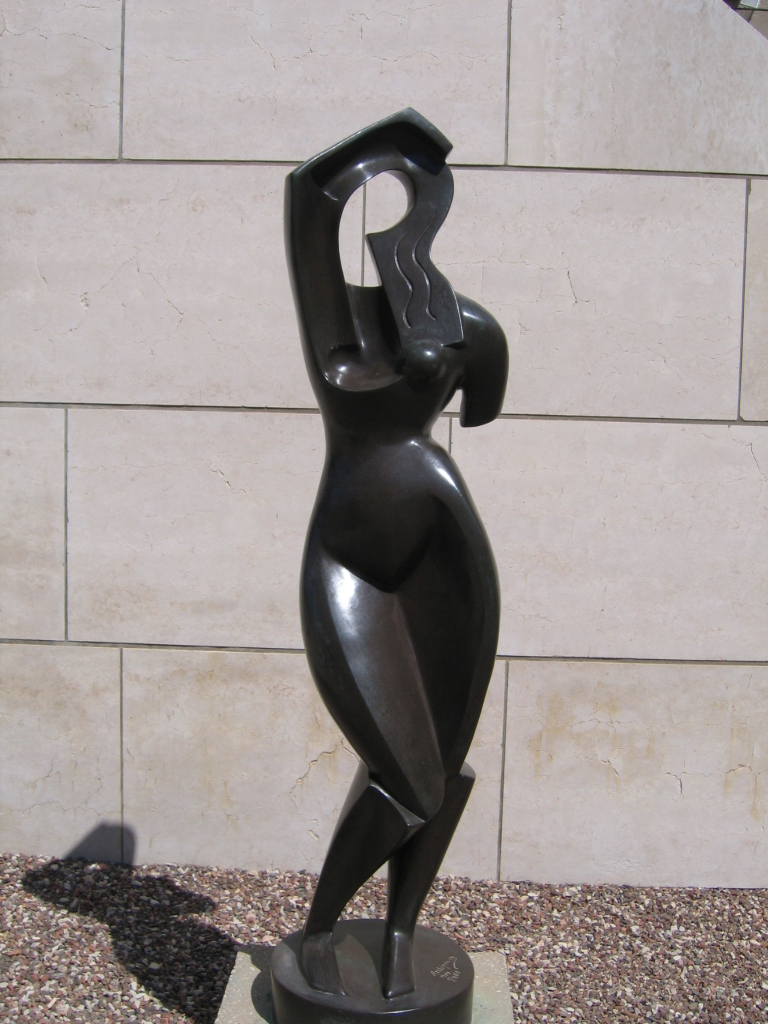
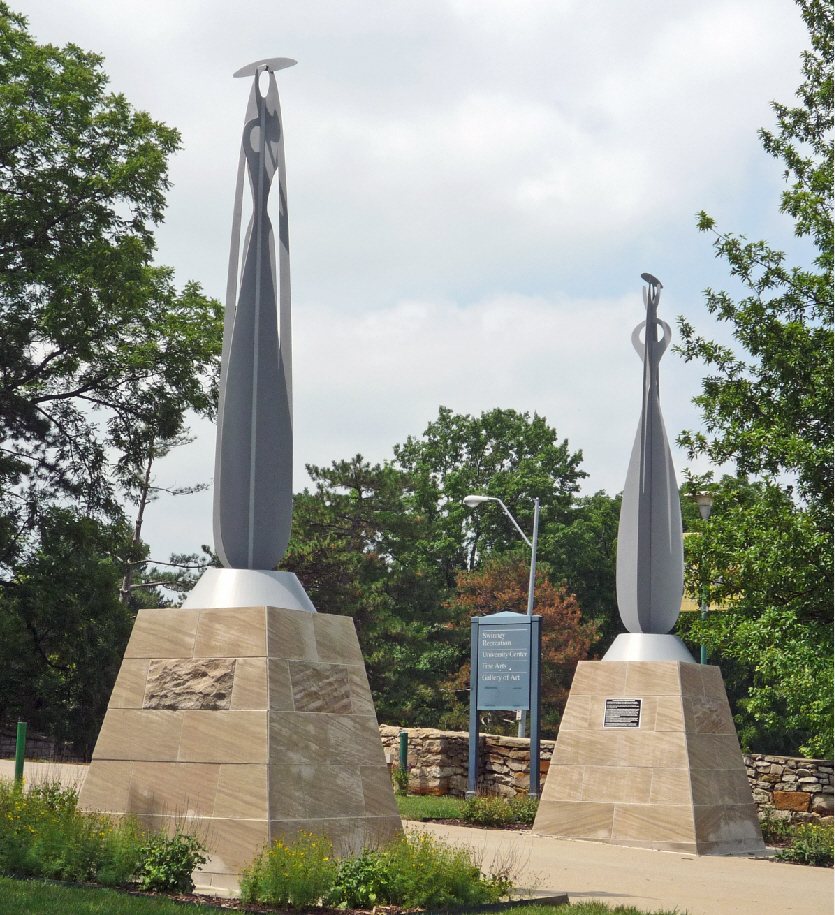
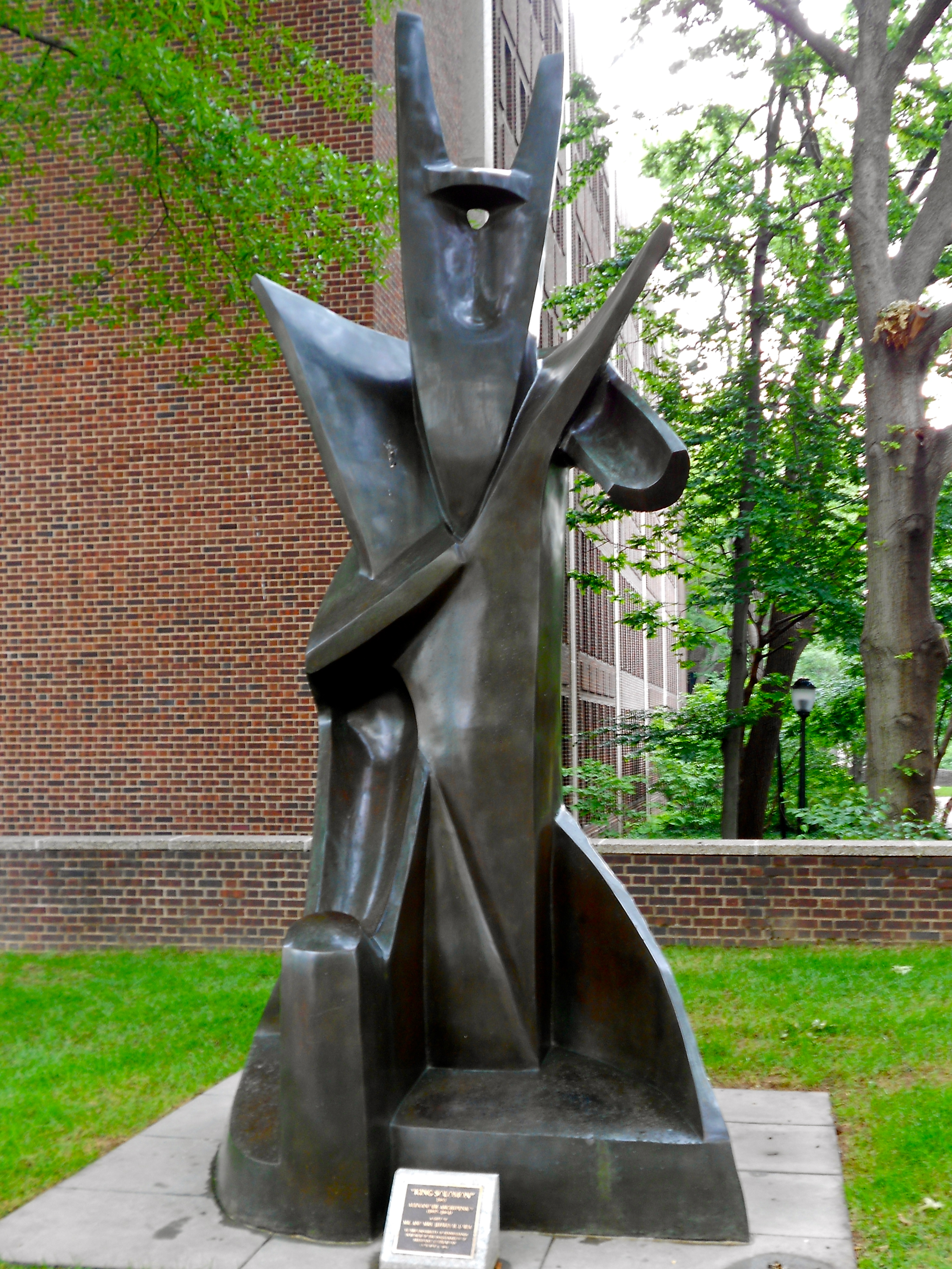
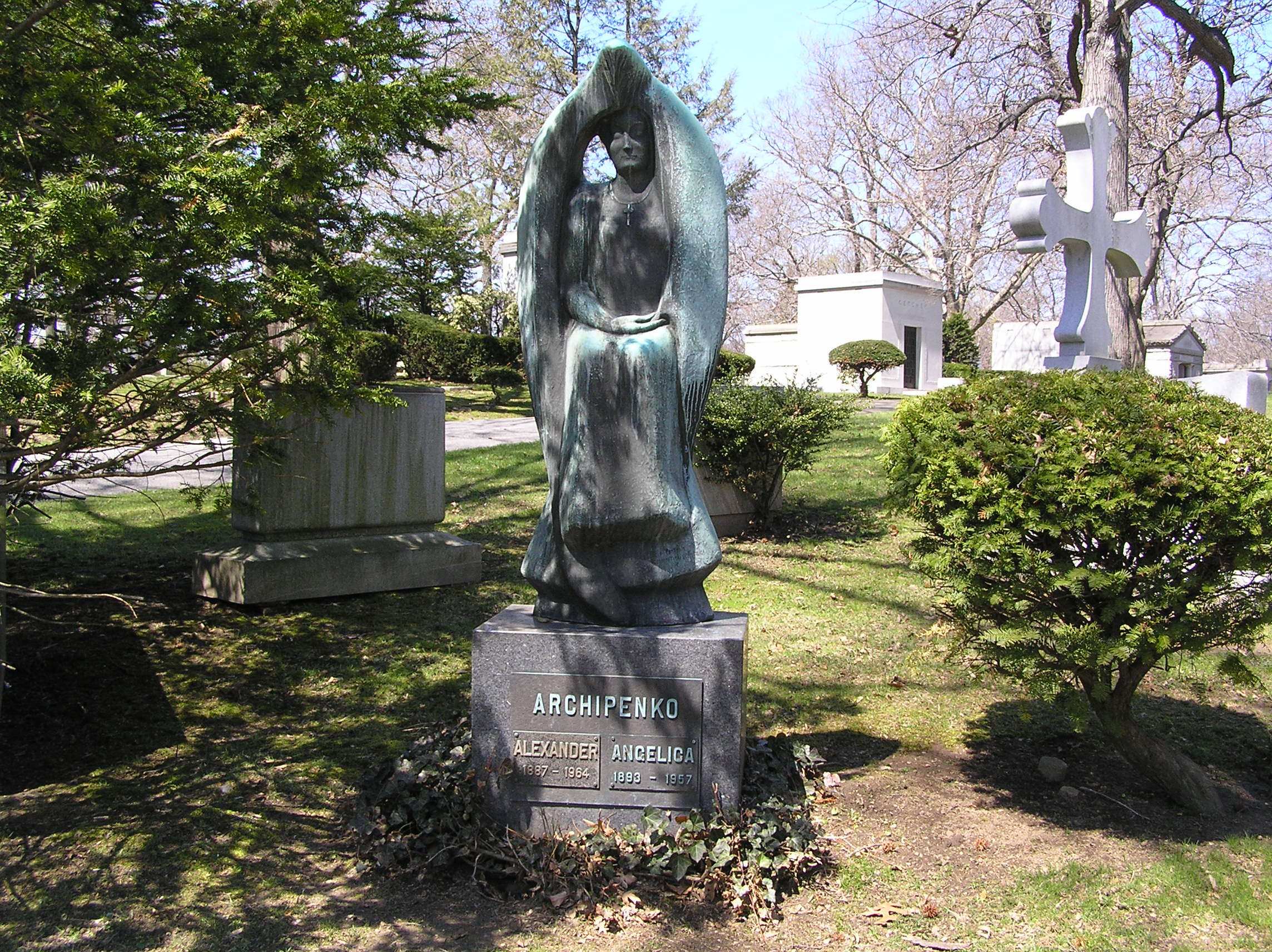